# Leonie Patorra
Leonie Patorra (* 26. Juli 2001 in Esslingen am Neckar) ist eine deutsche Handballspielerin, die für den deutschen Bundesligisten Frisch Auf Göppingen aufläuft.

## Karriere

### Im Verein
Patorra begann das Handballspielen im Jahr 2006 bei der SG Hegensberg-Liebersbronn. Dort lief sie in der Saison 2016/17 als 15-jährige für die Damenmannschaft in der Württembergliga auf und war zusätzlich per Doppelspielrecht für die B-Jugend der SG BBM Bietigheim spielberechtigt. Im Jahr 2017 wechselte die Rückraumspielerin vollständig zur SG BBM, bei der sie anfangs für die 2. Damenmannschaft in der 3. Liga auflief. Zusätzlich trat sie mit der A-Jugend in der Jugendbundesliga an.
Patorra bestritt in der Saison 2017/18 drei Partien in der Bundesliga, in denen sie insgesamt fünf Treffer erzielte. Nachdem sich Patorra im Mai 2018 das vordere Kreuzband gerissen hatte, musste sie länger pausieren. Ab der Saison 2019/20 gehörte sie dem Kader der Bundesligamannschaft an. Im Jahr 2019 gewann sie mit der SG BBM den DHB-Supercup. Bei einem A-Jugendspiel im November 2019 riss ihr erneut das vordere Kreuzband sowie das Innenband, woraufhin die Saison 2019/20 für sie beendet war. Nachdem sich Patorra am Saisonbeginn 2020/21 noch im Aufbautraining befunden hatte, kehrte sie im Saisonverlauf in den Bundesligakader zurück. Mit Bietigheim gewann sie 2021 den DHB-Pokal. Im Sommer 2021 wechselte Patorra zum Ligakonkurrenten HSG Bad Wildungen, den sie im Dezember desselben Jahres wieder verließ. Seit der Saison 2022/23 steht sie bei Frisch Auf Göppingen unter Vertrag.
Im Frühjahr 2023 riss sie sich zum dritten Mal das Kreuzband. Mit Frisch Auf Göppingen stieg sie im Jahr 2024 in die Bundesliga auf.

### In Auswahlmannschaften
Patorra lief für die Landesauswahl des Handballverbandes Württemberg auf. Mit dieser Auswahlmannschaft gewann sie das Handballturnier der DHB-Sichtung 2016 und wurde zusätzlich in das All-Star-Team der Veranstaltung berufen. 2017 nahm sie mit der Landesauswahlmannschaft der Jahrgänge 2000 und jünger erstmals am DHB-Länderpokal teil und belegte dort den zweiten Platz. Im folgenden Jahr nahm sie mit den Jahrgängen 2001 und jünger erneut am DHB-Länderpokal teil. Diesmal gewann Patorra mit Württemberg das Turnier und wurde von den Sichtern in das All-Star-Team gewählt. Aufgrund ihrer Leistung in der Landesauswahl gehörte Patorra dem Kader der deutschen Jugendnationalmannschaft an, für die sie Länderspiele bestritt.
Mit der Deutschen Beachhandball-Nationalmannschaft der Juniorinnen gewann Patorra bei den Junioren-Europameisterschaften 2017 (U 17) in Zagreb die Bronzemedaille. Zum Medaillengewinn steuerte sie 45 Punkte in acht Spielen bei.